# Tuango

Tuango est un site de commerce électronique québécois. Les membres peuvent acheter des offres pour des restaurants, des hôtels et des activités partout à travers le Québec en obtenant une plus-value sur leur achat, souvent sous forme de rabais. De leur côté, les commerçants sont introduits à une nouvelle clientèle en échange d'un petit pourcentage sur leur prix de vente.
Les membres de Tuango peuvent s’abonner à une infolettre leur permettant ainsi de recevoir quotidiennement des offres dans leur région.

## Historique de l’entreprise
(octobre 2018).
Tuango a été lancé en juin 2010 par quatre entrepreneurs montréalais. Depuis ce temps, l’entreprise a vendu plus de 1,7 million de bons cumulant plus de 200 millions de dollars en économies pour ses membres.[réf. nécessaire] Tuango propose des offres à Montréal, Québec, Gatineau/Ottawa, Sherbrooke, Trois-Rivières, Drummondville et Saguenay.
Le 30 octobre 2013, Tuango est lauréat du Grand Prix de l’Entrepreneur d’EY 2013 du Québec dans la catégorie « Entrepreneur en émergence ».